# Tribunal Superior de Justicia de Brasil

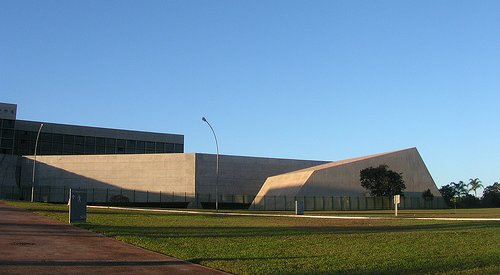
Edificio-Sede del Superior Tribunal de Justiça en Brasilia

El Tribunal Superior de Justicia (en portugués, Superior Tribunal de Justiça o STJ) es uno de los dos máximos órganos jurisdiccionales del Poder Judicial del Brasil. Su función primordial es velar por la uniformidad de las interpretaciones de la legislación federal brasileña. Resuelve, en última instancia, todas las materias infra-constitucionales no especializadas, que escapan a la Justicia del Trabajo, Electoral y Militar, y que no son tratadas en la Constitución Federal. El STJ también es llamado Tribunal da Cidadania. 
La última instancia para la resolución de materias constitucionales es el Supremo Tribunal Federal (STF). Las cuestiones laborales son de competencia del Tribunal Superior del Trabajo (TST), las electorales del Tribunal Superior Electoral (TSE) y las militares del Superior Tribunal Militar (Superior Tribunal Militar o STM).

## Ministros

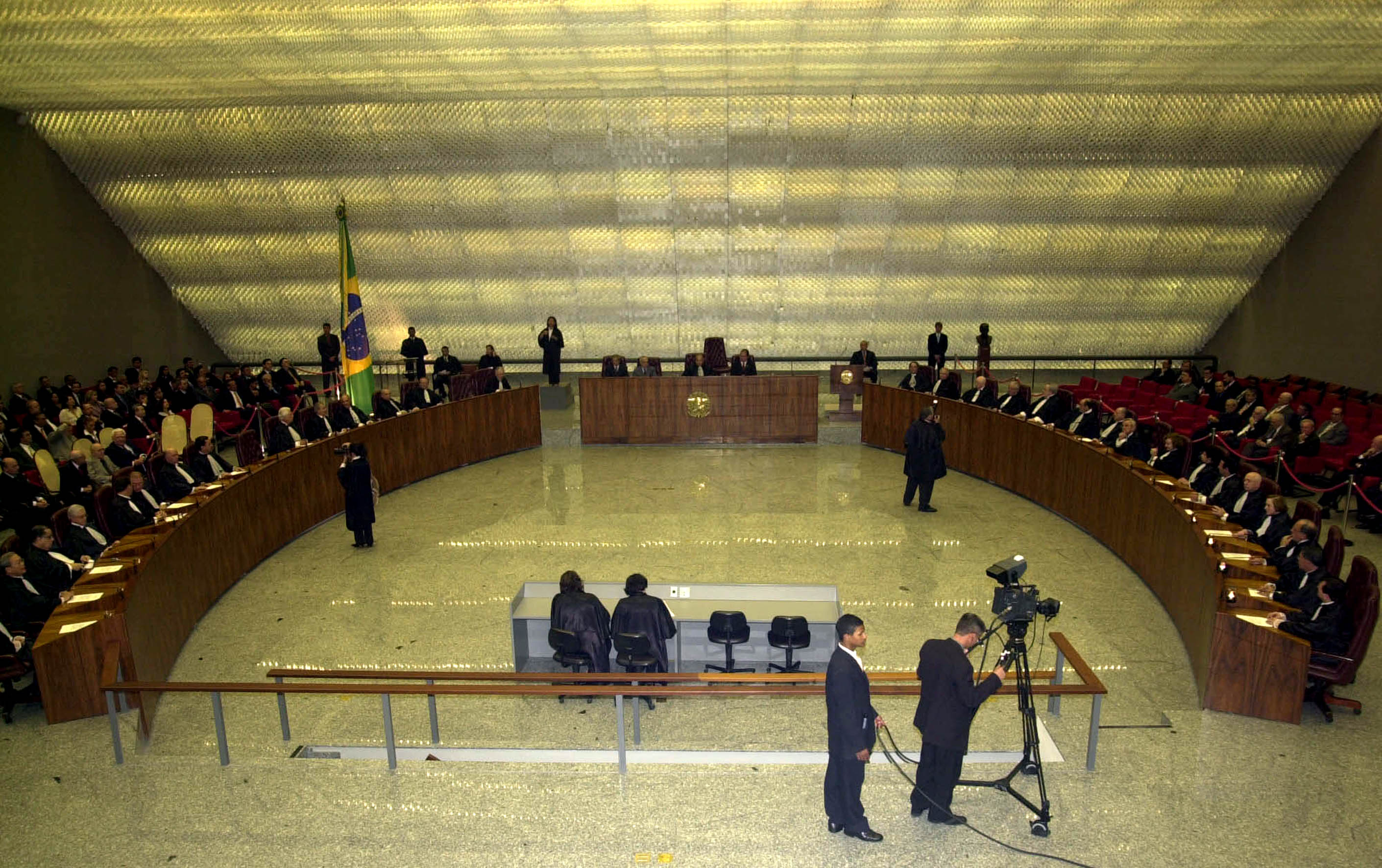
Interior del Superior Tribunal de Justiça en 2006

El STJ está compuesto actualmente de 33 ministros, nombrados por el Presidente de la República, después de ser aprobados por el Senado Federal. Los ministros son escogidos a través de ternas, por voto secreto, por la mayoría del Plenario, que se reúne específicamente para ese fin. 
De acuerdo a la Constitución, su composición corresponde a un tercio de ex jueces de los Tribunales Regionales Federales (TRF), un tercio de ex desembargadores de los Tribunales de Justicia (TJ), y un tercio de exmiembros del Ministerio Público Federal y, en respeto del denominado "Quinto Constitucional", abogados designados por la Orden de Abogados de Brasil (OAB), alternadamente.
Para su composición inicial, la Constitución de 1988 determinó que estuviera compuesto de dos ministros que integraban el Tribunal Federal de Recursos (TFR), ya desaparecido y substituido por los cinco Tribunales Regionales Federales hoy existentes.

## Atribuciones
- Resolver, en última instancia, sobre legislación infra-constitucional
- Procesar y juzgar los delitos comunes cometidos por los gobernadores, desembargadores de los Tribunales Regionales Federales, Tribunales Regionales Electorales y Tribunal Superior del Trabajo, ministros de Estado y comandantes militares.
- Homologar sentencias extranjeras.
- Administrar la Escuela Nacional de Formación y Perfecccionamiento de Magistrados (Escola Nacional de Formação e Aperfeicoamento de Magistrados), y el Consejo de Justicia Federal.